# Mont (Altos Pirenéus)
Mont é uma comuna francesa na região administrativa de Occitânia, no departamento dos Altos Pirenéus. Estende-se por uma área de 8,41 km². Em 2010 a comuna tinha 40 habitantes (densidade: 4,8 hab./km²).